# 악마의 사도
악마의 사도(A Devil's Chaplain)는 영국의 동물학자 리처드 도킨스가 쓴 책이다. 이 책의 제목은 찰스 다윈이 친구에게 보낸 편지에서 유래했다고 한다.